# Michael Bentele
Michael Bentele (* 3. Mai 1956 in München) ist ein deutscher Regisseur und Musiker

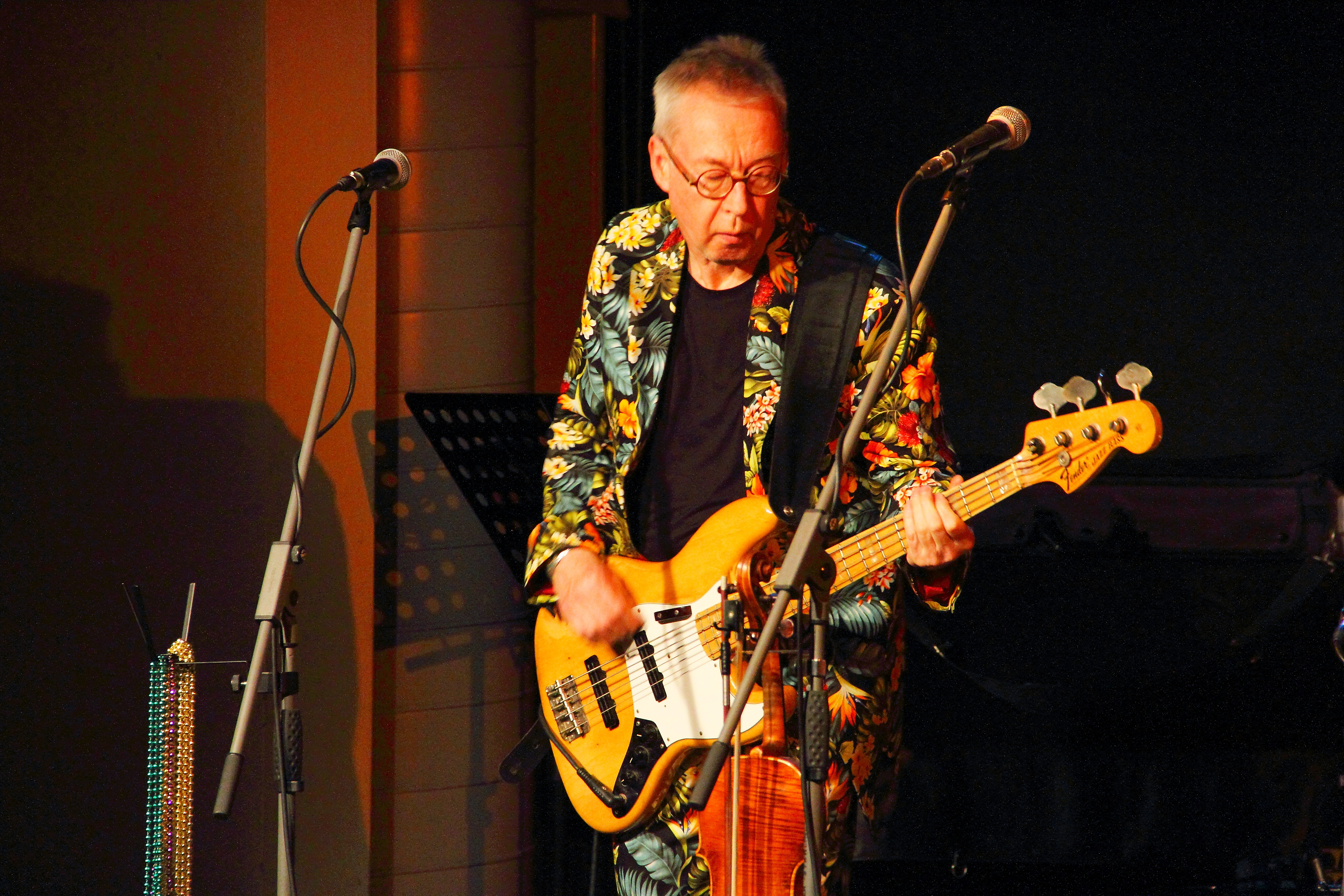
Michael Bentele

## Leben
Michael Bentele spielte als 19-Jähriger die Hauptrolle in dem mehrteiligen ARD-Jugendfilm Anschi und Michael. Von 1978 bis 1982 studierte er an der Münchner Hochschule für Fernsehen und Film (HFF) und ein Semester an der Filmschool der New York University.
Er führte bei mehr als 5000 Fernsehsendungen Regie, u. a. bei der Musiksendung Formel Eins (ARD, 1983–1989), Der Preis ist heiß (RTL), Familien-Duell (RTL), Geh aufs Ganze! (Sat.1, Kabel Eins), Was bin ich? (Kabel Eins), Die Harald Schmidt Show (Sat.1), Herzblatt (ARD), Jede Menge Leben (ZDF), Aktenzeichen XY … ungelöst (für das ZDF seit 2009). Dazu erfolgten Videoclips mit Musikern wie Joe Cocker, Divine, Münchener Freiheit sowie Produktionen für Soundtracks (Werner Beinhart, Manta Manta, 23). Als Musiker war er von 1998 bis 2005 mit der Band 'Cajun Pioneers' und ab 2005 bis 2019 mit der Band Cajun Roosters unterwegs.